# Metallogorgia splendens
Metallogorgia splendens is een zachte koraalsoort uit de familie Chrysogorgiidae. De koraalsoort komt uit het geslacht Metallogorgia. Metallogorgia splendens werd in 1883 voor het eerst wetenschappelijk beschreven door Verrill.